# Udo Hempel
Udo Hempel (ur. 3 grudnia 1946 w Düsseldorfie) – niemiecki kolarz torowy i kolarz szosowy reprezentujący RFN, dwukrotny medalista olimpijski i dwukrotny medalista mistrzostw świata.

## Kariera
Specjalizował się w wyścigu na 4 km na dochodzenie. Na igrzyskach olimpijskich w Meksyku w 1968 roku wspólnie z Karlem Linkiem, Karl-Heinzem Henrichsem, Jürgenem Kißnerem i Rainerem Podleschem zajął drugie miejsce w tej konkurencji. Na ostatnim okrążeniu finałowego wyścigu Kissner zaczął odstawać i kiedy Henrichs go mijał lekko pchnął kolegę z zespołu do przodu. Niemcy na mecie wyprzedzili Duńczyków o 3,5 sekundy. Kissner urodził się w NRD i reprezentanci tego kraju złożyli protest, twierdząc, że wspomniane pchnięcie jest niezgodne z regulaminem. Po 15 minutach narady sędziowie zdyskwalifikowali drużynę RFN, złoto przyznali Duńczykom, srebro Włochom, a brąz ZSRR. Wtedy to reprezentacja RFN złożyła protest, zauważając, że drużyny Włoch i ZSRR nie powinny być klasyfikowane przed nimi. Po kolejnej konferencji złoto przyznano Duńczykom, a brąz Włochom, drugie miejsce pozostawiając puste. Dopiero na spotkaniu Międzynarodowej Unii Kolarskiej w listopadzie 1968 roku reprezentantom RFN przyznano srebrne medale. Cztery lata później, podczas igrzysk w Monachium razem z Güntherem Schumacherem, Jürgenem Colombo i Günterem Haritzem był najlepszy. W międzyczasie wystartował na mistrzostwach świata w Varese, gdzie wspólnie z kolegami z reprezentacji zdobył brązowy medal w swej koronnej konkurencji. W latach 1973–1983 startował na szosie w barwach grup zawodowych.

## Starty olimpijskie (medale)
Montreal 1968
- 4 km na dochodzenie: drużynowo -  srebro

Monachium 1972
- 4 km na dochodzenie: drużynowo -  złoto